# Andreas Nilsson (handbollsspelare)

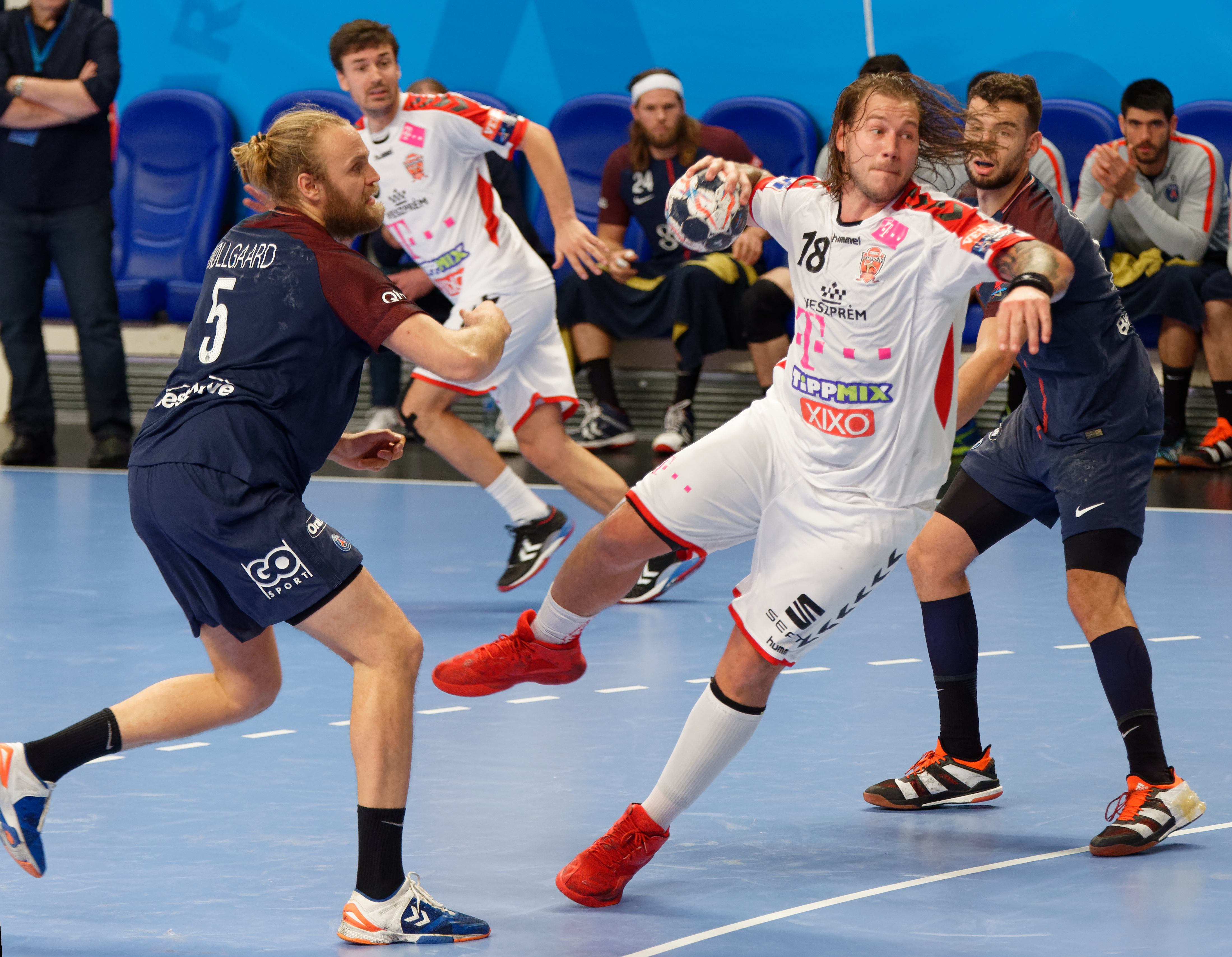
Andreas Nilsson, 2017.

Andreas Oliver Nilsson, född 12 april 1990 i Trelleborg, är en svensk handbollsspelare (mittsexa). Han utsågs till Årets handbollsspelare i Sverige säsongen 2015/2016.

## Klubblagskarriär
Andreas Nilsson fostrades i moderklubben IFK Trelleborg. Den 18 februari 2007, 16 år gammal, gjorde han debut i elitserien för IFK Trelleborgs seniorlag. Som förstaårsjunior den följande säsongen, 2007/2008, gjorde Nilsson 72 mål, vilket endast överträffats två gånger av Kim Ekdahl Du Rietz och Niclas Fingren.
Inför säsongen 2009/2010 gick Nilsson till IFK Skövde, efter att IFK Trelleborg förlorat kvalspelet och degraderats till allsvenskan. I IFK Skövde blev det totalt 89 matcher och 466 mål i elitserien under tre säsonger. 2012 blev Andreas Nilsson utsedd till Årets manlige idrottare i Skövde.
Nilsson blev sedan utlandsproffs i tyska dåvarande stjärnlaget HSV Hamburg, där han hade sällskap av svenskarna Dan Beutler och Fredrik Petersen. Första säsongen slutade med att klubben blev Champions League-mästare efter att han slagit FC Barcelona i finalen. Nilsson hade svårt att få speltid, i konkurrens först med kroaten Igor Vori och sedan dansken Henrik Toft Hansen, och bytte lag 2014 till ungerska Veszprém KC. 
Med Veszprém KC har han spelat tre finaler i Champions League 2015 mot FC Barcelona 2016 mot KS Kielce och 2019 mot RK Vardar, utan att lyckas vinna.
Från sommaren 2024 kommer han att återvända till Sverige och Handbollsligan, på ett treårigt kontrakt för Önnereds HK.

## Landslagskarriär
Andreas Nilsson debuterade i landslaget den 28 oktober 2010, i en EM-kvalmatch mot Montenegro i Kristianstad Arena. Vid Nilssons första landslagssamling fick han smeknamnet "Stycket" av landslagskollegan Oscar Carlén, för att Carlén tyckte att Nilsson storvuxna kropp var "som ett rejält stycke kött". Han blev tidigt en viktig spelare för Sverige i EM-kvalet 2011 och fick ett annat smeknamn, Andy.
Nilsson mästerskapsdebuterade vid EM 2012 i Serbien. Under sommaren samma år var han med och vann OS-silver i London, där Nilsson fick en hel del speltid och gjorde 19 mål på 8 matcher. Under EM 2014 spelade han hela turneringen utan att missa ett enda skott. Han har sedan varit med vid samtliga mästerskap för Sverige till och med 2020 utom vid EM 2018 i Kroatien, då Nilsson tackade nej för att han nyligen blivit far till en son ihop med höjdhopparen Ebba Jungmark. Vid VM 2019 i Danmark och Tyskland var Nilsson med igen, och blev Sveriges tredje bästa målskytt med 31 mål på 9 matcher. Sverige slutade på femte plats. Han deltog senast vid EM 2020 i Sverige. Sammanlagt har han spelat 9 mästerskap för Sverige. 
Efter EM-turneringen 2020 stod han utanför landslagstruppen fram till 2023 då han åter blev uttagen till landskamp mot Ukraina. Han blev sedan uttagen till EM 2024.

## Meriter med klubblag
- Champions League-mästare 2013 med HSV Hamburg
- Ungersk mästare 6 gånger (2015, 2016, 2017, 2019, 2023, 2024) med Veszprém KC
- Ungersk cupmästare 7 gånger (2015, 2016, 2017, 2018, 2021, 2022, 2023) med Veszprém KC
- SEHA Liga-mästare 2 gånger (2015 och 2016) med Veszprém KC